# Pascal Riché
 (juin 2018).
Pour les articles homonymes, voir Riché.
Pascal Riché, né le 10 juin 1962 à Rennes, est un journaliste français, cofondateur de Rue89. Il travaille au quotidien Le Monde.

## Biographie
Fils de Pierre Riché, il est titulaire d'une maîtrise de droit public ; il est diplômé de l'Institut d'études politiques de Paris (Service public, 1985) et du Centre de formation des journalistes.
En 1981, Pascal Riché a participé au mouvement des radios libres, en animant la radio parisienne Radio Cocktail.
Après des débuts à Ouest-France et à La Tribune de l'Économie, il rejoint Libération en 1989. Il y dirige le service économie avant d'être nommé correspondant à Washington en 2000. Depuis les États-Unis, il a notamment suivi toute la campagne pour l'élection présidentielle de 2004. Après avoir dirigé les pages « débats » de Libération, avec le titre de rédacteur en chef, il a quitté le quotidien en 2007 pour fonder Rue89, un site d'informations sur internet, dont il devient le rédacteur en chef. En novembre 2014, il est nommé directeur adjoint de la rédaction de L'Obs, chargé des activités numériques. En mai 2016 il est déchargé de cette fonction et il rejoint le service économie de l'hebdomadaire, comme grand reporter. Il est de nouveau nommé directeur adjoint de la rédaction en mars 2018.
En décembre 2024 il rejoint la rédaction du Monde, au service Idées-Débats. 
Pascal Riché est également « young leader » de la Fondation Franco-Américaine.
Il a tenu des chroniques dans différents médias : DS Magazine, TPMCafe, France Culture, Radio Nova.

### Prix
Il a reçu le prix du meilleur article financier 2017, un prix organisé en partenariat avec l’AJEF (Association des journalistes économiques et financiers) et Lire l’Économie, avec
le soutien de la Banque de France, pour un reportage sur le sardex, la monnaie complémentaire de Sardaigne.

## Œuvres
- L'Union monétaire de l'Europe, avec l'économiste Charles Wyplosz (Seuil 1993)
- La Guerre de Sept Ans, histoire secrète du franc fort avec Éric Aeschimann (Calmann Lévy, 1996).

(Prix Turgot 1997 du meilleur livre d'économie.)
- Comment l'Islande a vaincu la crise, reportage dans le labo de l'Europe, (Versilio 2013).
- Les Penseurs de l’écologie, Paris, Les Liens qui Libèrent, L’Obs, 2023   (ISBN 979-10-209-2489-6). Co-auteur.
- La tragique et fascinante histoire d’une Terre promise, Paris, Levi, Nouvel Obs, 2024   (ISBN 979-1034909339). Co-auteur.
- Les vacances de l’Histoire, Paris, Flammarion, Nouvel Obs, 2024   (ISBN 978-2-0804-5213-9). Co-auteur.